# Башано (Терамо)
Башано (итал. Basciano) је насеље у Италији у округу Терамо, региону Абруцо.
Према процени из 2011. у насељу је живело 688 становника. Насеље се налази на надморској висини од 319 м.